# Helvi Järveläinen
Helvi Järveläinen (26 de noviembre de 1907 – 5 de marzo de 1985) fue una actriz y directora teatral finlandesa

## Biografía
Nacida en Tampere, Finlandia, en el seno de una familia de comerciantes, estudió en la actual Academia de Teatro de la Universidad de las Artes de Helsinki en 1928–1930. 
Fue actriz en el Kansanteatteri de Helsinki en 1930–1939, y en el Teatro Mikkeli en 1954–1963, entre otros, y trabajó como directora en el Yhteisteatteri de Kuopio en 1963–1967. Entre las obras dirigidas por Järveläinen figuran Pitkäjärveläiset (de Jalmari Finne),  Un tranvía llamado Deseo (de Tennessee Williams), Opri ja Oleksi (de Kyllikki Mäntylä), Niskavuoren nuori emäntä (de Hella Wuolijoki), ¿Quién teme a Virginia Woolf? (de Edward Albee), y la opereta La viuda alegre (de Franz Lehár). 
El primer papel cinematográfico de Järveläinen llegó con la película muda Kajastus (1930). Su papel más significativo fue el de Hulda Tiirikka en Miehen tie (1940). En las décadas de 1960 y 1970 actuó también en diferentes producciones televisivas de la cadena MTV3.
Helvi Järveläinen falleció en Helsinki en 1985. En 1937 se había casado con el actor Kyösti Erämaa, del cual se divorció en 1941.

## Filmografía
- 1930 : Kajastus
- 1939 : Punahousut
- 1940 : Miehen tie
- 1953 : Pekka Puupää kesälaitumilla
- 1954 : Kunnioittaen
- 1954 : Niskavuoren Aarne
- 1954 : Laivaston monnit maissa
- 1954 : Hilmanpäivät
- 1969 : Äiti, episodio de la serie televisiva Teatterituokio
- 1970 : Tilapää (telefilm)
- 1971 : Varo autuas (telefilm)
- 1973 : Polkkapari (telefilm)